# Plintsberg
Plintsberg är en by i Leksands socken, Leksands kommun, belägen på Plintsbergets sluttning omkring 300–330 meter över havet, omkring 8 kilometer norr om Leksands-Noret, strax öster om Tällbergs järnvägsstation. SCB klassade orten före 2015 som småort med namnet Plintsberg +/och Tällbergs station. Från 2015 utgör bebyggelsen en del av tätorten Tällberg.

## Historia
Äldsta skriftliga belägg för bynamnet är från 1450, då det skrivs 'Oplimisbærghe'. I skattelängderna fram till 1500-talet skrivs bynamnet 'Oplingzbergh' med olika stavningsvarianter. Detta visar att byn fått sitt namn av "berget vid sjön Opplimen". I tre skattelängder från 1571 är o:et borttappat och bynamnet skrivs istället 'Plingz Bergh' eller liknande. 
1539 fanns enligt årliga räntan 4 gårdar i byn. I Älvsborgs hjälpskatteregister upptas 6 gårdar. Mantalslängden 1668 upptar 11 hushåll och Holstenssons karta från samma år har 10 gårdstecken för Plintsberg. 1766 hade antalet hushåll stigit till 28, och 1830 upptar mantalslängden 39 hushåll.
Ett gelbgjuteri för pinglor fanns i byn under början av 1800-talet. Byn fortsatte att växa och nådde sitt maximum 1896, då byn hade 57 hushåll. På 1920-talet anger Karl-Erik Forsslund att byn hade 45 gårdar.
Tällbergs järnvägsstation ligger inte byn Tällberg utan i Plintsberg. När järnvägen kom till Plintsberg uppstod en diskussion om vad stationen skulle heta. Tällberg hade växt om Plintsberg som turistby och till slut kom stationen i Plintsberg att heta Tällberg.

### Plintsbergs torn

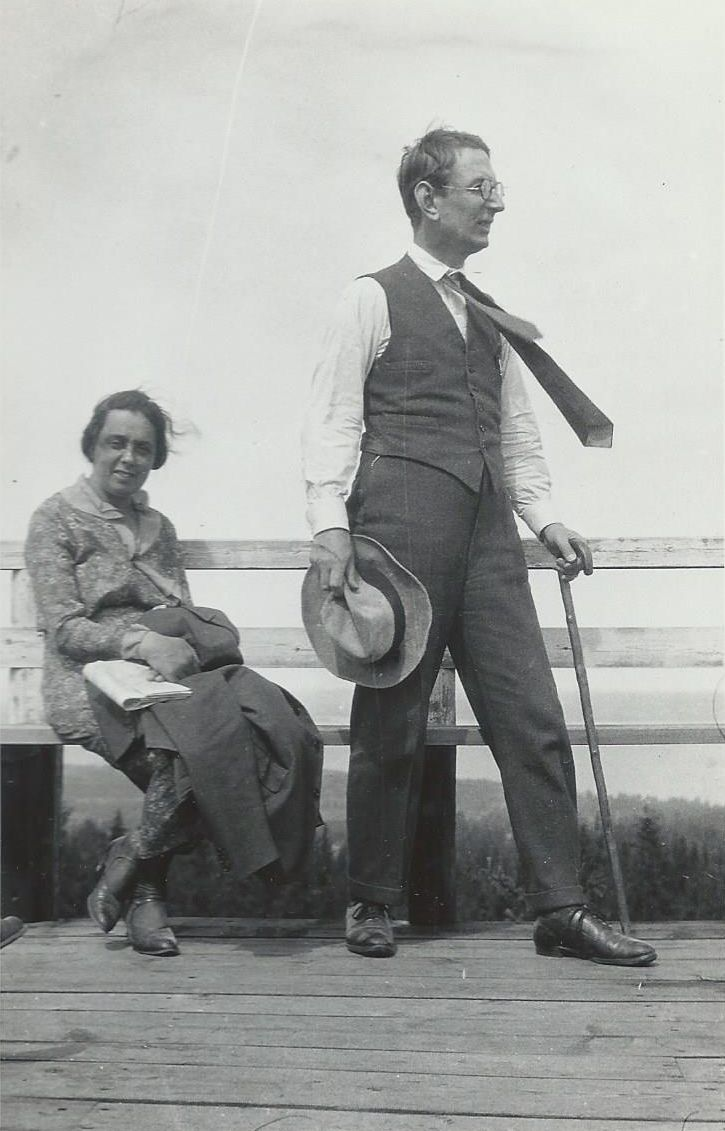
Plintsbergs torn 1932: Borgarrådet Yngve Larsson med hustru

I samband med dalaturismens uppsving i början av 1900-talet uppfördes ett utsiktstorn på Plintsbergets topp, 362 meter över havet. Detta första torn ersattes i omgångar; det senaste, uppfört 1938, stod kvar ännu på 1980-talet om än mycket förfallet, men är numera rivet.